# Rundvåg
Rundvåg (norwegisch für Rundbucht) ist eine kleine Nebenbucht im Südosten der Lützow-Holm-Bucht an der Prinz-Harald-Küste des ostantarktischen Königin-Maud-Lands. Sie liegt unmittelbar südlich der Hügelgruppe Rundvågskollane. Der südliche Teil dieser in der Aufsicht runden Bucht wird von der Gletscherzunge des Vågsbreen (norwegisch für Buchtgletscher) eingenommen.
Norwegische Kartografen kartierten sie anhand von Luftaufnahmen, die bei der Lars-Christensen-Expedition 1936/37 entstanden. Namensgebend ist ihre Form.